# Greatest Hits (album, Martin Krpan)
Greatest Hits je kompilacijski album skupine Martin Krpan. Album vsebuje skladbe z dveh prejšnjih albumov – Od višine se zvrti in Bogovi in ovce. Izšel je leta 1992 pri založbi ZKP RTV Slovenija.

## Seznam skladb
Vsa besedila je napisal Vlado Kreslin.
| Od višine se zvrti | Od višine se zvrti                                       | Od višine se zvrti |
| Št.                | Naslov                                                   | Dolžina            |
| ------------------ | -------------------------------------------------------- | ------------------ |
| 1.                 | „Je v Šiški še kaj odprtega?‟ (V. Kreslin)               | 3:19               |
| 2.                 | „Njen trenutek prihaja‟ (A. Klinar, V. Kreslin)          | 2:57               |
| 3.                 | „Še je čas‟ (A. Klinar)                                  | 4:43               |
| 4.                 | „Kdo je ta pravi?‟ (A. Klinar)                           | 3:24               |
| 5.                 | „Mi nikol' ne tarnamo, mi nikol' ne dvomimo‟ (A. Klinar) | 2:53               |
| 6.                 | „Kar je staro, se novo zdi‟ (V. Kreslin)                 | 3:35               |
| 7.                 | „To ni političen song‟ (A. Klinar, M. Čuček)             | 3:37               |
| 8.                 | „Sovražnik ne spi‟ (A. Klinar)                           | 4:12               |
| 9.                 | „Od višine se zvrti‟ (A. Klinar)                         | 5:55               |

| Bogovi in ovce | Bogovi in ovce                             | Bogovi in ovce |
| Št.            | Naslov                                     | Dolžina        |
| -------------- | ------------------------------------------ | -------------- |
| 10.            | „Mali bogovi‟ (M. Tomassini)               | 3:16           |
| 11.            | „Nocoj bomo mi prižgali dan‟ (J. Hübscher) | 3:40           |
| 12.            | „Za ljudi‟ (M. Čuček /arr. D. Kašnar)      | 2:30           |
| 13.            | „Čuden si bil že kot otrok‟ (J. Hübscher)  | 5:10           |
| 14.            | „Ovce‟ (V. Kreslin)                        | 4:52           |
| 15.            | „Da te ni‟ (J. Hübscher /arr. D. Kašnar)   | 4:07           |
| 16.            | „Z glavo v zid‟ (M. Čuček)                 | 3:10           |
| 17.            | „Napačnega človeka imate‟ (M. Tomassini)   | 3:15           |

## Zasedba

### Od višine se zvrti
- Vlado Kreslin — vokal, akustična kitara, orglice
- Aleš Klinar — vokal, klaviature
- Mark Čuček — električna kitara
- Tomaž Sršen — bas kitara
- Dadi Kašnar — bobni, tolkala

### Bogovi in ovce
- Vlado Kreslin – vokal
- Robi Vidic – bobni
- Miro Tomassini – bas kitara, akustična kitara
- Jure Hübscher – klaviature
- Mark Čuček – kitara

### Gostje
- Mario Marolt — tolkala (1)
- Urban Urbanija — saksofon (4)
- Bratko Bibič — harmonika (10-17)
- Miladojka Youneed — saksofon (10-17)